# Campeonato Europeu de Halterofilismo de 2003
O Campeonato Europeu de Halterofilismo de 2003 foi a 82ª edição do campeonato, sendo organizado pela Federação Europeia de Halterofilismo, em Loutraki, na Grécia, entre 18 a 23 de abril de 2003. Foram disputadas 15 categorias (8 masculino e 7 feminino).

## Medalhistas

### Masculino
| Evento   | Ouro                              | Ouro     | Prata                        | Prata    | Bronze                            | Bronze   |
| -------- | --------------------------------- | -------- | ---------------------------- | -------- | --------------------------------- | -------- |
| 56 kg    | Vitali Dzerbianiou · Bielorrússia | 275,0 kg | Adrian Jigău · Roménia       | 270,0 kg | Naiden Rusev · Chipre             | 250,0 kg |
| 62 kg    | Halil Mutlu · Turquia             | 320,0 kg | Stefan Gueorguiev · Bulgária | 310,0 kg | Henadzi Aliashchuk · Bielorrússia | 307,5 kg |
| 69 kg    | Galabin Boevski · Bulgária        | 347,5 kg | Turan Mirzəyev · Azerbaijão  | 340,0 kg | Ekrem Celil · Turquia             | 325,0 kg |
| 77 kg    | Gueorgui Markov · Bulgária        | 367,5 kg | Reyhan Arabacıoğlu · Turquia | 365,0 kg | Andrzej Kozłowski · Polónia       | 350,0 kg |
| 85 kg    | Zlatan Vanev · Bulgária           | 382,5 kg | Yuri Myshkovets · Rússia     | 380,0 kg | Ruslan Lizunov · Rússia           | 370,0 kg |
| 94 kg    | Milen Dobrev · Bulgária           | 405,0 kg | Serguei Zhukov · Rússia      | 397,5 kg | Tadeusz Drzazga · Polónia         | 397,5 kg |
| 105 kg   | Ihor Razoronov · Ucrânia          | 425,0 kg | Alan Tsagaev · Bulgária      | 420,0 kg | Vladimir Smorchkov · Rússia       | 415,0 kg |
| + 105 kg | Yevgueni Chiguishev · Rússia      | 447,5 kg | Ashot Danielian · Armênia    | 447,5 kg | Damian Damianov · Bulgária        | 442,5 kg |

### Feminino
| Evento  | Ouro                         | Ouro     | Prata                          | Prata    | Bronze                        | Bronze   |
| ------- | ---------------------------- | -------- | ------------------------------ | -------- | ----------------------------- | -------- |
| 48 kg   | Svetlana Ulianova · Rússia   | 175,0 kg | Olena Zinovieva · Ucrânia      | 175,0 kg | Gemma Peris · Espanha         | 167,5 kg |
| 53 kg   | Nurcan Taylan · Turquia      | 210,0 kg | Izabela Dragneva · Bulgária    | 205,0 kg | Mărioara Munteanu · Roménia   | 187,5 kg |
| 58 kg   | Aylin Daşdelen · Turquia     | 220,0 kg | Emine Bilgin · Turquia         | 212,5 kg | Michaela Breeze · Reino Unido | 202,5 kg |
| 63 kg   | Anastasía Tsakiri · Grécia   | 220,0 kg | Guergana Kirilova · Bulgária   | 220,0 kg | Zlatina Atanasova · Bulgária  | 217,5 kg |
| 69 kg   | Valentina Popova · Rússia    | 245,0 kg | Milena Trendafilova · Bulgária | 237,5 kg | Zarema Kasayeva · Rússia      | 235,0 kg |
| 75 kg   | Natalia Zabolotnaya · Rússia | 240,0 kg | Rumiana Petkova · Bulgária     | 237,5 kg | Jristina Ioannidi · Grécia    | 237,5 kg |
| + 75 kg | Albina Jomich · Rússia       | 285,0 kg | Agata Wróbel · Polónia         | 277,5 kg | Derya Açıkgöz · Turquia       | 270,0 kg |

## Quadro de medalhas
Quadro de medalhas no total combinado
| Ordem | País         | Medalha de ouro | Medalha de prata | Medalha de bronze | Total |
| ----- | ------------ | --------------- | ---------------- | ----------------- | ----- |
| 1     | Rússia       | 5               | 2                | 3                 | 10    |
| 2     | Bulgária     | 4               | 6                | 2                 | 12    |
| 3     | Turquia      | 3               | 2                | 2                 | 7     |
| 4     | Ucrânia      | 1               | 1                | 0                 | 2     |
| 5     | Bielorrússia | 1               | 0                | 1                 | 2     |
| 5     | Grécia       | 1               | 0                | 1                 | 2     |
| 7     | Polónia      | 0               | 1                | 2                 | 3     |
| 8     | Roménia      | 0               | 1                | 1                 | 2     |
| 9     | Armênia      | 0               | 1                | 0                 | 1     |
| 9     | Azerbaijão   | 0               | 1                | 0                 | 1     |
| 11    | Chipre       | 0               | 0                | 1                 | 1     |
| 11    | Espanha      | 0               | 0                | 1                 | 1     |
| 11    | Reino Unido  | 0               | 0                | 1                 | 1     |
| Total | Total        | 15              | 15               | 15                | 45    |